# Râul Metiș, Hârtibaciu
Râul Metiș este un curs de apă, afluent al râului Hârtibaciu. 